# Romantasy
Romantasy eller romantisk fantasy er en genre indenfor fiktion, som blander fantasy med romance, altså fortællinger om romantisk kærlighed, ofte med meget eksplicitte sexscener. Genren er blevet populær i første halvdel af 2020'erne, hjulpet på vej af fangrupper på sociale medier som TikTok og Instagram. Såvel forfattere som læserskare er primært kvinder, og kønsrollemønsteret er ofte anderledes end de mere traditionelle kønsroller, der er karakteristiske for konventionelle romancer.

## Eksempler
Populære forfattere indenfor genren er amerikanerne Sarah J. Maas og Rebecca Yarros. Genrens forfattere er først og fremmest kvinder, og det samme gælder læserne. Romanerne er også kendt for at repræsentere mindretalsbefolkningsgrupper. Hypen ved udgivelsen af Yarros' roman Onyx Storm, den tredje roman i forfatterens "Empyrian"-serie, der er en af de mest kendte indenfor genren, var således på højde med udgivelsen af de britiske Harry Potter-bøger mange år tidligere. Med 2,7 millioner solgte eksemplarer i den første uge efter udgivelsen blev bogen den hurtigst sælgende voksenbog i 20 år.

## Kønsroller i romantasy
Et kendetegn ved romantasy er, at kvinderne slås og dør på lige fod med mændene, modsat de traditionelle romancer, der ofte har et meget traditionelt kønsrollemønster. Genren har også mere direkte fokus på kvindernes seksualitet, indeholder meget eksplicitte sexscener og er ofte mere eksperimenterende med de optrædende personers seksuelle grænser; der kan således ofte optræde queer-lignende figurer.

## Popularitet
Særligt i 2023 og 2024 blev romantasygenren en trend på de sociale medier, ikke mindst via BookTok-afdelingen på TikTok. Ifølge det britiske The Economist er genren især populær blandt de generationer, der er vokset op med bøger som Harry Potter og nu er interesseret i litteratur med beslægtede temaer, men kombineret med voksen-emner som sex og romantik.